# Great Pond (Maine)
Great Pond es un pueblo ubicado en el condado de Hancock en el estado estadounidense de Maine. En el Censo de 2010 tenía una población de 58 habitantes y una densidad poblacional de 0,56 personas por km².

## Geografía
Great Pond se encuentra ubicado en las coordenadas 44°57′2″N 68°18′18″O / 44.95056, -68.30500. Según la Oficina del Censo de los Estados Unidos, Great Pond tiene una superficie total de 103.32 km², de la cual 97.79 km² corresponden a tierra firme y (5.35%) 5.52 km² es agua.

## Demografía
Según el censo de 2010, había 58 personas residiendo en Great Pond. La densidad de población era de 0,56 hab./km². De los 58 habitantes, Great Pond estaba compuesto por el 96.55% blancos, el 0% eran afroamericanos, el 1.72% eran amerindios, el 0% eran asiáticos, el 0% eran isleños del Pacífico, el 0% eran de otras razas y el 1.72% pertenecían a dos o más razas. Del total de la población el 6.9% eran hispanos o latinos de cualquier raza.